# Josep de Ribas i Boyons
Josep de Ribas i Boyons, conegut en castellà com a José Pascual Domingo de Ribas y Boyons i en rus a l'imperi Rus com a Иосиф (Осип) Михайлович Дерибас [Iossif (Ossip) Mikhàilovitx Deribàs] (en ucraïnès Йосип o Жозе́п Миха́йлович Деріба́с, Iòssip o Josep Mykhàilovytx Deribàs, o la transcripció del català: Жозе́п де Рíбас і Бойонс, Nàpols, 6 de juny de 1749 — Sant Petersburg, 14 de desembre [2 de desembre segons el CJ] de 1800) fou un almirall de l'imperi Rus d'origen català que destacà en les guerres russo-turques de 1768-1774 i de 1787-1792.

## Biografia
Fill de pare barceloní (Miquel de Ribas, oficial de la Secretaria de Guerra del Regne de Nàpols) i de mare irlandesa benestant (Margaret Plunkett), trobant-se al servei de l'exèrcit napolità, en aquella època part de la monarquia hispànica, entrà en contacte amb la flota de l'imperi Rus desplaçada al Mediterrani per Caterina II de Rússia i participà en diversos combats contra els turcs. Posteriorment, es traslladà a Sant Petersburg on, gràcies als contactes establerts amb la Cort (es casà amb una dama d'honor de la tsarina) va aconseguir pujar de posició fins a passar al servei del Príncep Potiomkin, favorit de la tsarina. Participà en la primera Guerra Russo-Turca (1768-1774) i es distingí especialment en la segona (1787-1792). El 1789 va conquerir la fortalesa turca Haji Bay (emplaçament de la futura Odessa) i va distingir-se sobretot en l'ocupació de la península de Crimea. Però la seva acció de guerra més cèlebre fou la conquesta de la ciutat d'Izmaïl, al Delta del Danubi, el 1790. Aquesta derrota fou certament catastròfica per a l'Imperi Otomà. El 1792, fou promogut a contraalmirall i comandant de la flota del Mar Negre. El 1793, en col·laboració amb l'enginyer militar neerlandès Franz de Saint-Wollant, va participar en l'elaboració del projecte de construcció de la nova ciutat de Haji-Bay, que acabaria sent Odessa. Entre 1794 i 1797 prengué part en la construcció de la ciutat d'Odessa, de la que en seria el primer alcalde, càrrec pel qual és més conegut. Mentrestant, el 1793 havia estat ascendit a vicealmirall i el 1799 a almirall. Pel fet de ser protegit del reformador Ivan Ivànovitx Betskoi i secretari del Príncep Potiomkin esdevingué un dels primers administradors de la Nova Rússia.

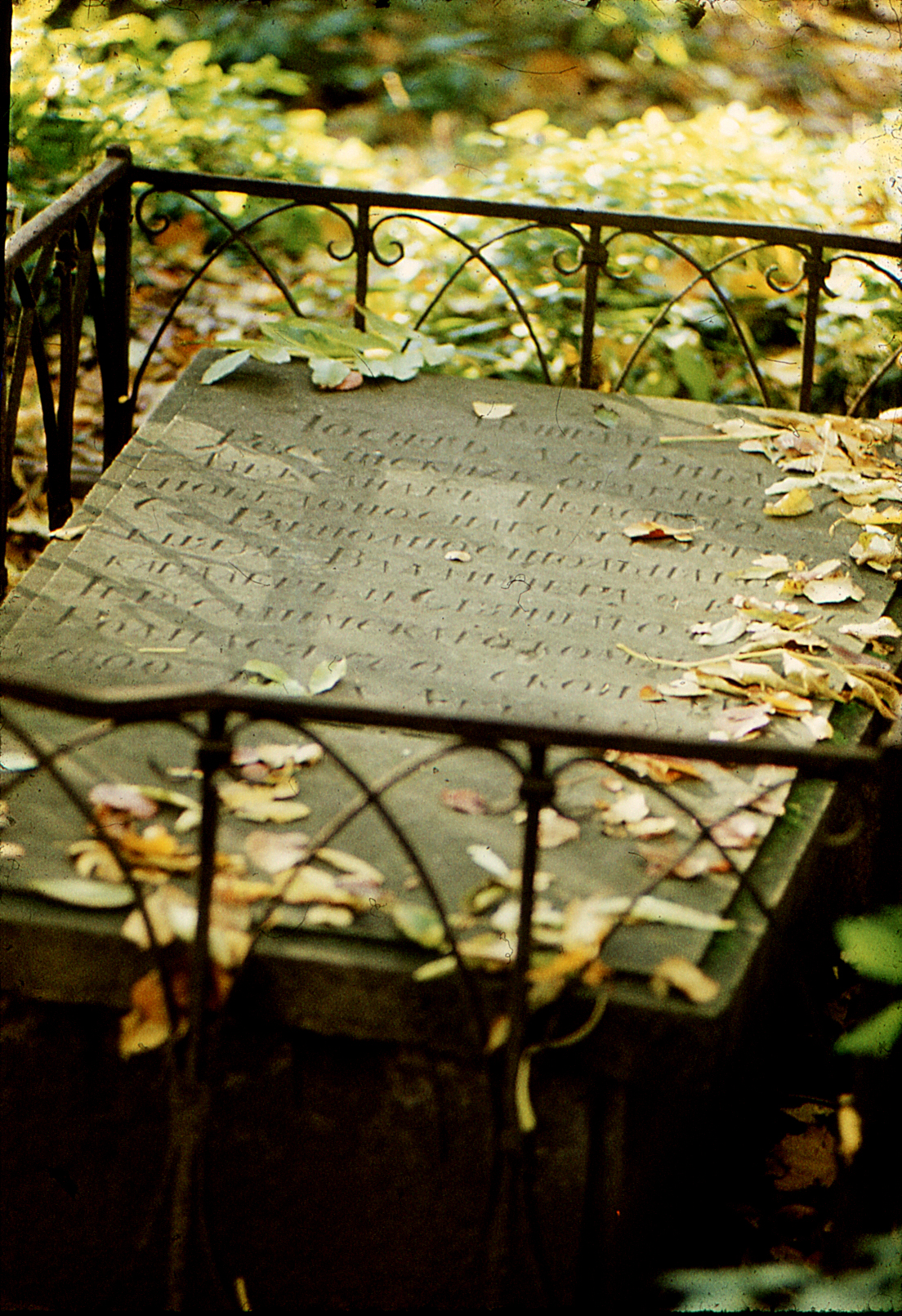
Tomba de Josep de Ribas al cementiri luterà de Smolensk (Sant Petersburg)

A la mort de Caterina la Gran (1796) la seva influència es veié reduïda a causa de l'oposició del nou tsar Pau I de Rússia al llegat de la seva mare i al seu cercle de poder, en el qual hi havia de Ribas. Ell i altres personatges importants de la Cort haurien pres part en un complot per assassinar el monarca. De Ribas, però, emmalaltí de malària i els altres membres de la conxorxa sembla que l'emmetzinaren perquè no parlés més del compte a causa dels deliris produïts per la febre.

## Vigència i record del personatge

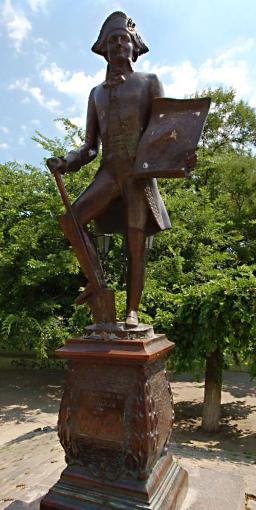
El monument a Josep de Ribas a Odessa.

De Ribas està enterrat al cementiri Smoliènskoie de Sant Petersburg, Rússia. Entre 2005 i 2006, la ciutat ucraïnesa d'Odessa negocià amb Sant Petersburg a fi de traslladar-hi les despulles de Josep de Ribas, però el govern rus en va denegar el consentiment.
En honor seu hi ha a la ciutat d'Odessa el carrer de De Ribas, en ucraïnès ву́лиця Дериба́сівська (Vúlytsia Derybàssivska), en rus Улица Дерибасовская (Úlitsa Deribàssovskaia), encapçalat per una escultura del personatge. És un carrer cèntric i molt conegut, tancat al tràfic rodat i amb molta vida, un carrer per passejar. Surt a diferents cançons populars, com ara una cançó humorística jueva, que comença «Как на Дерибасовской, угол Ришельевской» ([Us explicaré la història de] com a Deribàssovskaia, a la cantonada amb Rixelièvskaia...).